# UTC+12:45

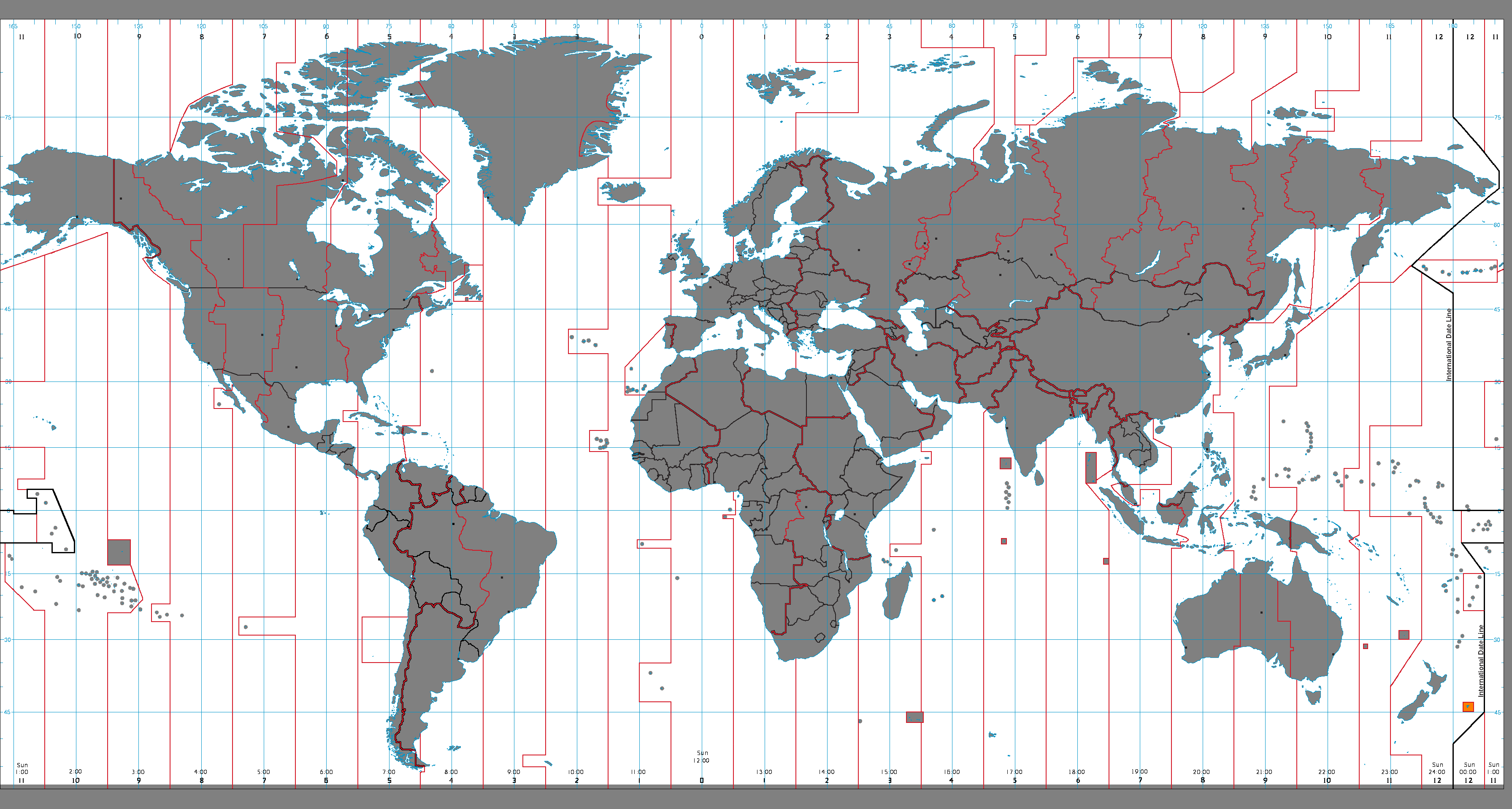
Ubicación, lo de gris en el Mar está la zona UTC +12:45

UTC+12:45 es el cuarto huso horario del planeta cuya ubicación geográfica se encuentra en el meridiano 168.75. Aquellos países que se rigen por este huso horario se encuentran 12 horas y 45 minutos por delante del meridiano de Greenwich.

## Hemisferio sur

### Países que se rigen por UTC+12:45 en Horario Estándar
| Abreviatura | Nombre Completo                                                   | País                          |
| ----------- | ----------------------------------------------------------------- | ----------------------------- |
| CHAST       | Hora Estándar de las Islas Chatham (Chatham Island Standard Time) | Nueva Zelanda - Islas Chatham |